# Serhiy Shchavinskyy
Serhiy Shchavinskyy (en biélorusse : Сергей Щавинский) est un joueur soviétique puis ukrainien de volley-ball né le 19 janvier 1973. Il mesure 1,94 m et joue passeur. Il est international ukrainien.

## Clubs
| Club                   | De        | À         |
| ---------------------- | --------- | --------- |
| Nadzbroutchie Ternopil |           | 1998-1999 |
| VK Lokomotiv Kharkiv   | 1999-2000 | 2004-2005 |
| NOVA Novokouïbychevsk  | 2005-2006 | 2005-2006 |
| Dinamo Krasnodar       | 2007-2008 | 2007-2008 |
| VK Chakhtior Salihorsk | 2013-2014 | ...       |

## Palmarès
- Championnat d'Ukraine (6)
  - Vainqueur : 2000, 2001, 2002, 2003, 2004, 2005